# Infrastrukturbetreiberin

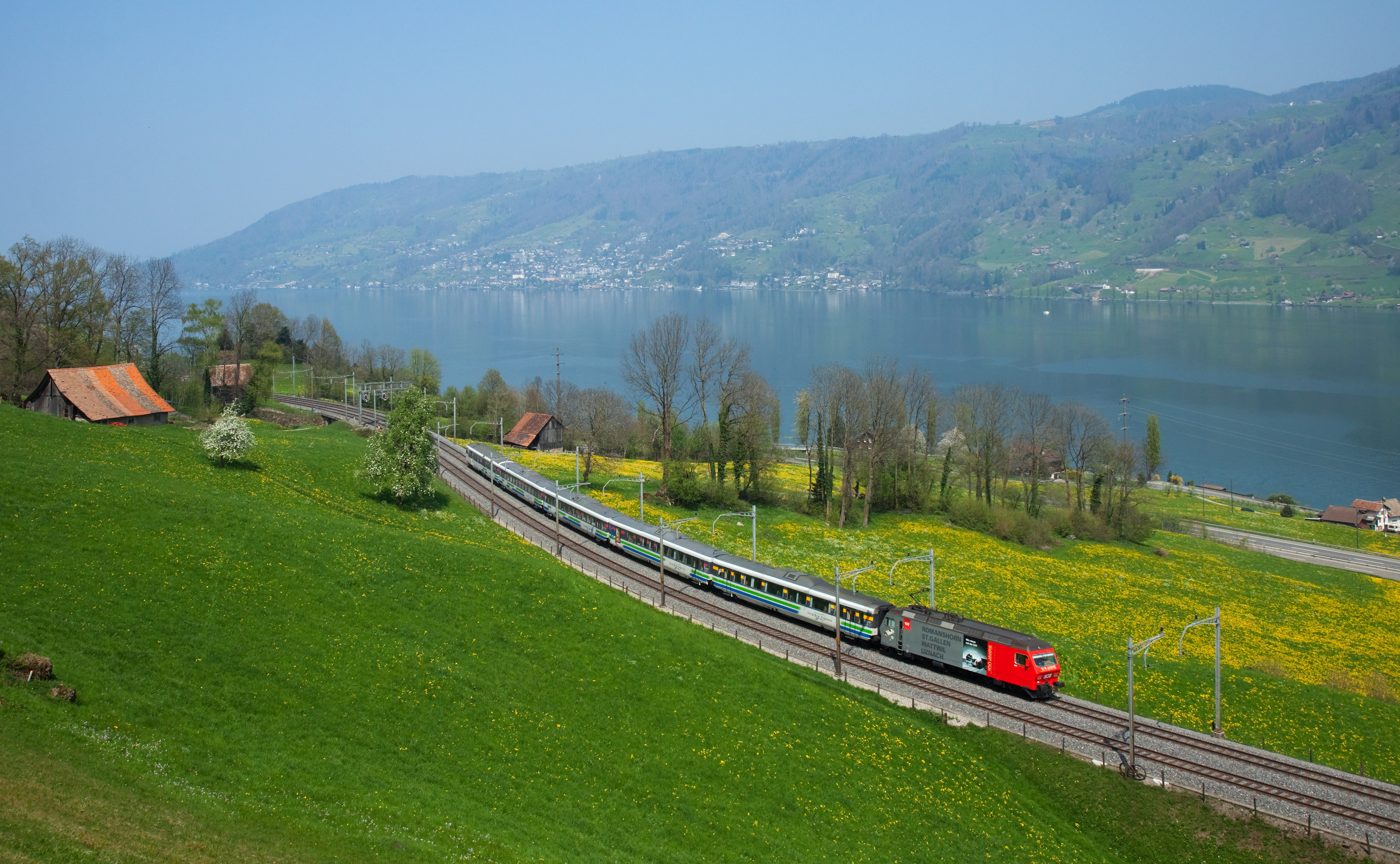
Der Voralpen-Express der Schweizerischen Südostbahn (SOB), hier zwischen Immensee und Arth-Goldau am Zugersee, befährt die SBB-Strecke Arth-Goldau–Luzern im Netzzugang.

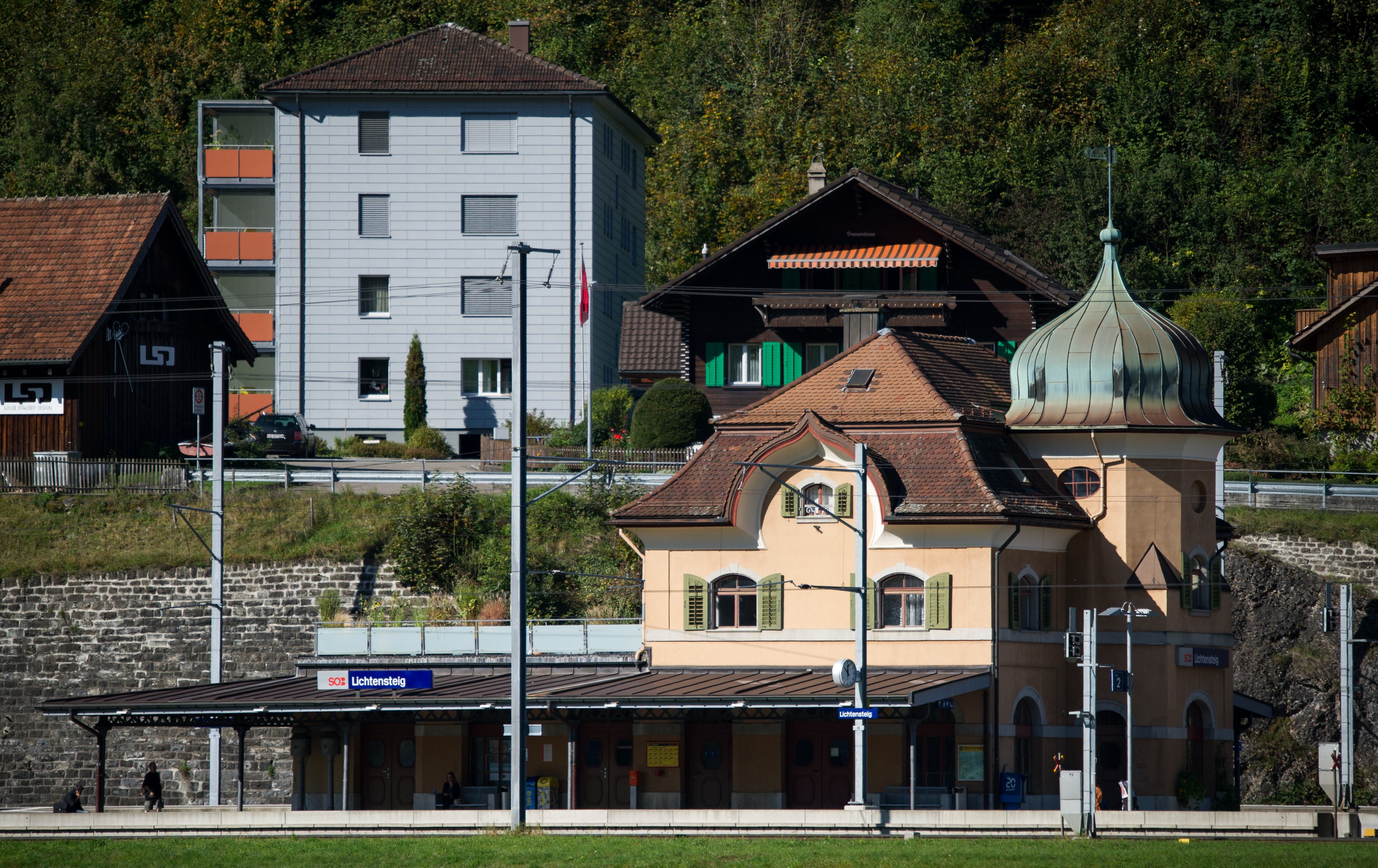
Bahnhof Lichtensteig
Grenzbahnhof zwischen der Infrastruktur der SBB und der SOB.

Die Thurbo AG ist keine Infrastrukturbetreiberin. Sie befährt 640 km Schienen der SOB und SBB und befördert im Jahr 35 Millionen Reisende.

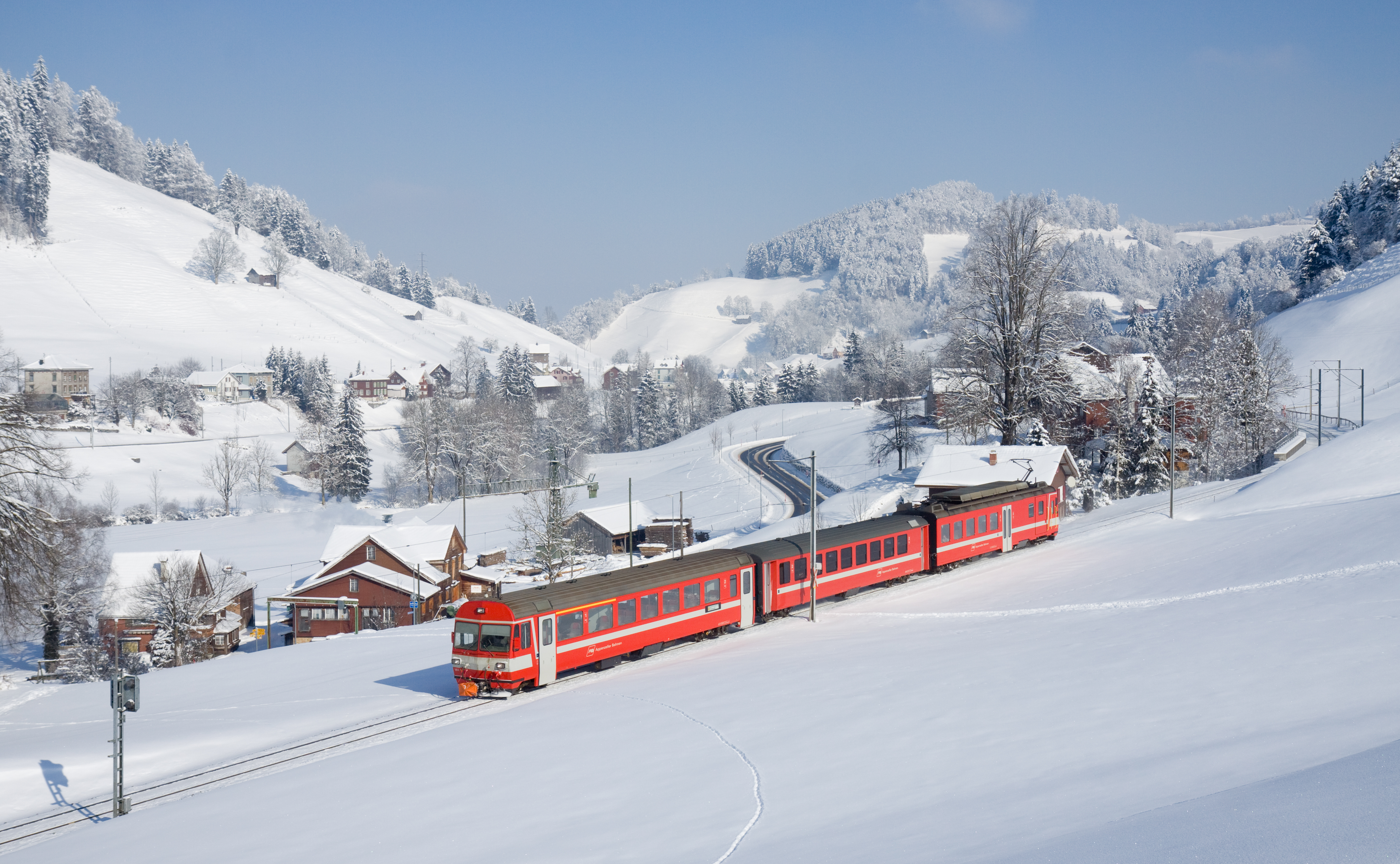
Die Appenzellerbahnen sind weiterhin beides, Infrastrukturbetreiberin und Eisenbahnverkehrsunternehmen

Eine Infrastrukturbetreiberin (ISB, französisch Gestionnaire d’infrastructure, italienisch Gestore dell’infrastruttura) ist nach dem Schweizer Eisenbahngesetz (EBG vom 20. Dezember 1957; Stand am 1. Januar 2018) die Bezeichnung für Unternehmen, die eine Eisenbahninfrastruktur bauen und betreiben. Die Unternehmen benötigen dazu eine Konzession, die der Bundesrat erteilt, wenn entweder ein öffentliches Interesse am Bau und Betrieb der Infrastruktur besteht oder ein in sich wirtschaftlicher Betrieb der Infrastruktur erwartet werden kann. Auch ausschliesslich regional tätige Unternehmen können nach dem Schweizer Eisenbahngesetz eine Bahninfrastruktur betreiben. Die Finanzierung der ISBs erfolgt durch Erlöse aus dem Trassenpreis und durch Leistungsvereinbarungen, die auf dem Bahninfrastrukturfonds basieren.
Nach der SBB Infrastruktur ist die grösste ISB die BLS Netz AG, die mittlerweile ebenso wie die Matterhorn Gotthard Infrastruktur und die Freiburgischen Verkehrsbetriebe Infrastruktur (TPF INFRA) AG mehrheitlich dem Bund gehört. In der Schweiz sind ISBs teilweise auch Eisenbahnverkehrsunternehmen, etwa die Jungfraubahn, die Rhätische Bahn, die Zentralbahn, und die Appenzeller Bahnen. Anderseits gibt es auch reine Eisenbahnverkehrsunternehmen die keine Infrastrukturbetreiberin sind.
Das Pendant in Deutschland und Österreich ist ein Eisenbahninfrastrukturunternehmen, im Recht der Europäischen Union ein Infrastrukturbetreiber.

## Rechtliche Grundlage
Artikel 5 folgende des Eisenbahngesetz beschäftigen sich mit Infrastrukturbetreiberinnen. Nach diesem Artikel benötigt eine Infrastrukturbetreiberin eine Infrastrukturkonzession, die wiederum vom Bundesrat nach Anhörung der betroffenen Kantone erteilt wird. Ist eine Konzession erteilt, ist die Infrastrukturbetreiberin verpflichtet die Infrastruktur zu erstellen und zu betreiben.
Der Betrieb der Eisenbahninfrastruktur umfasst die Einrichtung und den Unterhalt der Anlagen sowie die Führung der Stromversorgungs-, Betriebsleit- und Sicherheitssysteme. Die Konzession wird erteilt, wenn ein öffentliches Interesse am Bau und Betrieb der Infrastruktur besteht oder ein eigenwirtschaftlicher Betrieb erwartet werden kann. Eine Konzession wird jedoch nicht erteilt, wenn Gründe der Raumplanung, des Umweltschutzes, des Natur- und Heimatschutzes oder der nationalen Sicherheitskooperation dagegen sprechen. Wird die Infrastruktur über kantonale Strassen geführt (Strassenbahnen), ist eine Bewilligung der betroffenen Kantone notwendig.
Eine Konzession kann für höchstens 50 Jahre erteilt werden, kann jedoch geändert und/oder erneuert werden. Auch kann die Konzession an ein anderes Unternehmen übertragen werden, wenn das Eidgenössische Departement für Umwelt, Verkehr, Energie und Kommunikation zustimmt, wozu die betroffenen Kantone jedoch vorher angehört werden. Eine Konzession kann auch widerrufen werden, wenn mit dem Bau nicht innerhalb der festgelegten Fristen der Konzession begonnen wird, der Bau nicht vollendet wird oder der Betrieb nicht aufgenommen wird. Eine Konzession kann auch vom Bund zurückgekauft werden.

## Geschichte
Ursprünglich wurde in der Schweiz nicht zwischen Infrastrukturbetreiberin und Eisenbahnverkehrsunternehmen unterschieden, da jeder Eigentümer auch den Verkehr auf den entsprechenden Strecken durchführte.
Veränderungsbedarf wurde durch die Richtlinie 91/440/EWG der Europäischen Wirtschaftsgemeinschaft vom 29. Juli 1991 verursacht, deren Ziel es war das Eisenbahnsystem der Gemeinschaft zu revitalisieren und zu erneuern. Dies sollte durch Liberalisierung des Eisenbahnverkehrs und durch den Netzzugang durch sog. „Dritte Anbieter“ ermöglicht werden. Die Richtlinie, die bis Ende 1993 in das nationale Recht der Mitgliedsstaaten umgesetzt wurde, schrieb vor, dass der Betrieb der Eisenbahninfrastruktur und die Erbringung von Verkehrsleistungen durch die Eisenbahnunternehmen voneinander getrennt werden müssen.
Am 21. Juni 1999 unterschrieb die Schweiz einen bilateralen Vertrag mit der Europäischen Union, das sogenannte Landverkehrsabkommen von 1999. Das Abkommen öffnete den Strassen- und Schienenverkehrsmarkt für den Transport von Personen und Gütern zwischen der Schweiz und der Europäischen Union. Die Schweiz verpflichtete sich zugleich, Teile der Richtlinie 91/440/EWG umzusetzen, darunter auch die Trennung von Eisenbahninfrastruktur und Verkehrsleistungen. Die Trennung stand bei den Verhandlungen des Abkommens im engen Zusammenhang mit dem Netzzugang. Forderung der EU war die Schaffung von Zugangsrechten Dritter auf die bestehende Eisenbahninfrastruktur. Der Zugang sollte in erster Linie dazu dienen, dem Binnenmarkt zugrundeliegenden Grundsatz der Dienstleistungsfreiheit gesamteuropäisch auf dem Eisenbahnsektor zum Durchbruch zu verhelfen.
2001 wurde die Richtlinie 91/440/EWG durch die Richtlinie 2001/12/EG geändert. Die Trennung des Verkehrs von der Infrastruktur konnte nun buchhalterisch, organisatorisch oder institutionell erfolgen. Eine institutionelle Trennung war nicht mehr vorgeschrieben. Die Trennung der Rechnungsführung ist obligatorisch, die organisatorische oder institutionelle Trennung ist fakultativ. Dies führte dazu, dass die verschiedenen Infrastrukturbetreiberinnen diese Regelung unterschiedlich umsetzten. Einen Marktzugang zum Schweizer Eisenbahnnetz für ausländische Unternehmen hat es jedoch bis heute de facto nicht gegeben.
Anders sieht es bei Schweizer Verkehrsunternehmen aus. Für diese wurden Netzzugänge besonders auf das Netz der SBB ermöglicht. Das Bundesamt für Verkehr ist zuständig für Koordination der Entwicklung der Eisenbahninfrastruktur, für die Netzzugangsbewilligungen, die Festlegung der Trassenpreise, und die Vorgabe von Leistungsvereinbarungen und die Überprüfung der Leistungsvereinbarungen, Die Schweizerische Trassenvergabestelle ist eine weitere wichtige Aufsichtsorganisation, die zuständig für die Bereinigung von Trassenkonflikten auf Normalspurnetzen, die Trassenzuteilung, die Genehmigung des Netzfahrplans und die Engpassanalyse ist. Mit diesen Institutionen hat die Schweiz eine Dienstleistungsfreiheit für Eisenbahnverkehrsunternehmen weitgehend ermöglicht.